# Crisis del Transantiago
La crisis del Transantiago es el nombre con el que se conoce a una serie de eventos ocurridos a lo largo de 2007 en Chile producto del inicio de un nuevo sistema de transporte público en la capital Santiago de Chile, conocido como Transantiago.
Una serie de problemas de planificación, diseño e implementación del Transantiago, que inició a operar completamente el 10 de febrero de 2007, generaron un colapso del sistema de transportes en la ciudad. Mientras el sistema enfrentaba un déficit económico de magnitud que debió ser solventado por el Estado, diversas manifestaciones populares surgieron en la capital del país. Uno de los principales afectados fue el gobierno de Michelle Bachelet, cuya popularidad bajó del 40 % de aceptación.
La crisis repercutió a nivel nacional, acentuando las críticas sobre el excesivo centralismo existente. Un cambio de gabinete fue necesario para poder iniciar los procesos de reestructuración del sistema de transporte y poder solventar las falencias del Transantiago. A eso se sumó el agravamiento de la crisis política en la gobernante Concertación de Partidos por la Democracia y que finalizó con la renuncia de un senador y cinco diputados, lo que provocó que la coalición perdiera la mayoría en el Congreso Nacional y unos años más tarde en el 2010, la presidencia de la República, en donde asumiría el mando de la República Sebastián Piñera (2010-2014), con la entonces Alianza (actual Chile Vamos).

## Desarrollo

### Problemas y críticas al sistema

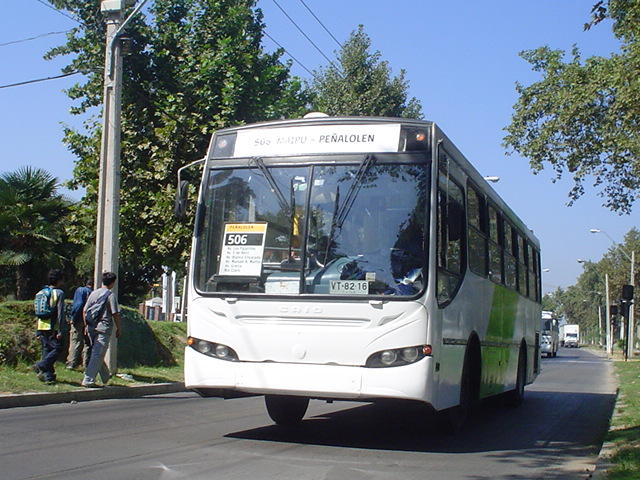
Para suplir la falta de vehículos nuevos, antiguas micros amarillas fueron repintadas y habilitadas para funcionar como recorridos troncales.

En el primer día, cerca de 1400 autobuses se encontraron en las calles a pesar de que el gobierno había presupuestado cerca de 5000. La ausencia de recorridos generó caos en diversos puntos de la capital, especialmente en la zona oriente, norte y sur de la ciudad. Ese mismo día, el ministro de Transporte citó a los empresarios y les exigió aumentar el número de vehículos. Aunque en los días siguientes, la cantidad de microbuses se normalizó, se mantuvieron grandes aglomeraciones en lugares como Escuela Militar, Plaza de Puente Alto, Bellavista de La Florida y Los Héroes. El déficit de maquinaria generó importantes retrasos en los viajes de los usuarios, generando incluso despidos en sus trabajos, y malestar generalizado debido a que los buses viajaban al doble de su máxima capacidad.
Con el paso de los días, comenzó a hablarse de un boicot al Transantiago, especialmente por parte de Manuel Navarrete, dirigente microbusero del sistema anterior y director de algunas de las empresas peor evaluadas. El gobierno finalmente cobró multas a Navarrete por cerca de un millón de dólares debido a incumplimiento de contrato, al igual que a varias otras empresas que presentaron problemas en la ejecución de sus maniobras.
Otro problema se originó debido a la ausencia de recorridos en algunas zonas de la periferia de la capital, para lo cual el ministerio se reunió con las diversas municipalidades, asegurando que existe un plazo de 90 días para modificar la malla de recorridos y así poder ajustarse a las necesidades de los habitantes. En tanto, diversas empresas de transportes no cumplieron con las exigencias laborales establecidas en la licitación. Los trabajadores manifestaron la ausencia de condiciones sanitarias mínimas en algunos paraderos de sus vehículos y convocaron a un paro de actividades para el día 19 de febrero, pero solo fue acogido por 1500 de los 8000 choferes de la ciudad. 
Debido a las fallas en la implementación del sistema de cobros, el Administrador Financiero de Transantiago estableció un período de gratuidad del pasaje desde el día 10 hasta el día 12 de febrero para buses troncales y hasta el 16 para los alimentadores. Sin embargo, el retraso en la corrección de problemas obligó a la extensión de este período hasta el día 16 para los troncales y hasta el 19 para los locales. Cada día de gratuidad equivale a aproximadamente un millón de dólares de pérdidas para el AFT, a lo que se suma una baja importante en las acciones de las empresas involucradas, principalmente Sonda. Cuando el sistema fue implementado no sufrió grandes problemas, especialmente debido a la instalación de validadores al aire libre en los principales centros de transbordo, como Escuela Militar.
A pesar del caos que se pronosticaba para el Metro de Santiago (debido a que mucha gente temerosa del nuevo sistema utilizaría el confiable ferrocarril subterráneo), éste logró responder a la demanda en los primeros días de la implementación de Transantiago, a pesar de que el número de pasajeros aumentó considerablemente. El 20 de febrero, el servicio alcanzó un total de 1 439 703 viajes, el más alto en la historia de este servicio hasta el momento, aun cuando febrero es el mes que históricamente registra menor demanda.
La implementación del nuevo sistema generó diversas críticas, especialmente en los partidos de oposición al gobierno de Michelle Bachelet. Mientras el diputado Iván Moreira exigió que Iván Zamorano devolviera los 300 millones de pesos que habría cobrado por ser rostro de Transantiago Informa, la senadora UDI por Coquimbo, Evelyn Matthei, manifestó que el sistema de las "micros amarillas" debería ser reinstaurado por ley, opinión que incluso fue criticada por su compañero de partido, el alcalde de Estación Central, Gustavo Hasbún.

### Estabilización y medidas de contingencia
Con el paso de los días, el sistema comenzó una etapa de estabilización. Si bien la mayor parte de las empresas comenzaron a operar con la flota que tenían asignada, aún se mantuvo una cifra cercana a los 5000 buses operativos, 670 menos que los estimados para un funcionamiento perfecto.
Con la llegada del mes de marzo y el fin del período vacacional, Transantiago comenzó a experimentar su minuto crítico al enfrentar el funcionamiento normal de la ciudad. El Ministerio de Educación había planificado con anterioridad un gradual ingreso de clases de cerca de un millón y medio de estudiantes entre fines de febrero y el 12 de marzo, lo que permitió que el sistema de transporte pudiera enfrentar paulatinamente el importante alza de la demanda.
El sistema de buses, en general, logró sortear de buena manera el aumento de los pasajeros pero fue el Metro de Santiago quien enfrentó los más graves problemas en su operación. El Metro, que hasta antes del Transantiago era considerado uno de los mejores servicios existentes en el país debido principalmente a su comodidad, experimentó una duplicación de su demanda diaria llegando a superar los 2,4 millones de pasajeros por cada día con una densidad de hasta seis pasajeros por metro cuadrado, alcanzando los niveles del congestionado metro de Tokio. La muerte de dos personas, una que sufrió de un infarto al miocardio y otra por un derrame cerebral, vino a poner mayor atención al estado de hacinamiento que viven los pasajeros, aun cuando ambas tragedias no son necesariamente causadas por este tipo de hechos e incluso los occisos tenían antecedentes médicos previos. Como forma de aliviar la demanda, Metro instauró los denominados "buses clones" que realizan un recorrido similar a las principales líneas del ferrocarril metropolitano y sólo realiza detenciones junto a las estaciones de este servicio. Dada la demanda excesiva, el colegio médico recomendó no usar el servicio a usuarios de mayor edad y con condiciones de salud.
Los diversos problemas que enfrentó Transantiago comenzaron a generar diversas manifestaciones en contra del plan, los que se concentraron en diversos sectores de la ciudad, principalmente Cerro Navia y la Villa Francia, en Estación Central. Si bien en sus inicios dichas manifestaciones eran de carácter pacífico, con el paso de los días dichas protestas comenzaron a convertirse en actos de violencia, en el que un menor de edad terminó baleado. Diversas autoridades han manifestado que este tipo de manifestaciones han sido protagonizadas por diversos grupos subversivos que utilizan el Transantiago como pretexto para realizar actos vandálicos.

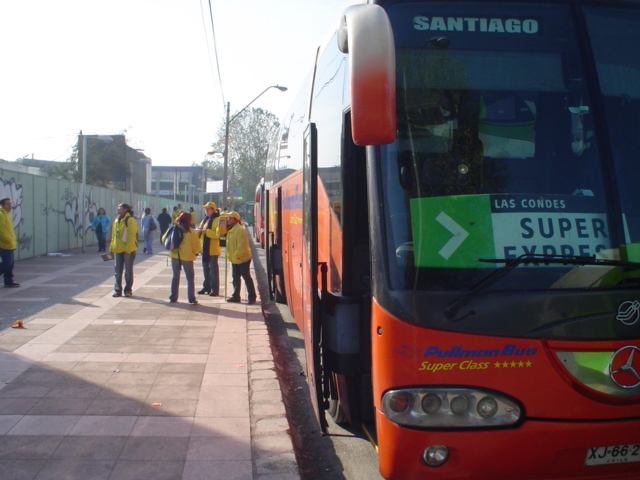
La implementación de los denominados Buses super expresos permitió aliviar en cierta forma la demanda de usuarios a recorridos directos.

Con el fin de mejorar el sistema, la presidenta Michelle Bachelet anunció el 11 de marzo una serie de medidas a implementarse dentro del corto plazo con un costo estimado de 15 000 millones de pesos (27,8 millones de dólares). Entre dichas medidas se cuentan la introducción de servicios expresos desde la periferia al centro utilizando las autopistas urbanas, integración de los taxis colectivos, mayor fiscalización a las frecuencias, ampliación de los servicios nocturnos, extensión del horario de servicio del Metro hasta las 23:00 horas e incorporación de nuevos carros y la reinstauración de vías exclusivas para el desplazamiento de la locomoción colectiva. Además, 75 recorridos fueron ampliados y 300 buses fueron incorporados.
El ministro Sergio Espejo debió enfrentar una tensa sesión en la Cámara de Diputados en que la Alianza por Chile solicitó su renuncia. Luego de que el parlamento rechazara la moción, la alianza opositora anunció sus intenciones de presentar una acusación constitucional. Espejo finalmente sería reemplazado el 26 de marzo de 2007 por René Cortázar, el cual ordenó la concreción de cinco medidas:
Apenas asumido, Córtazar ordenó cinco medidas:
1. Aumentar en mil buses más la flota circulante (superando el piso de 4646 establecidos originalmente).
2. Apoyo a los operadores, debido a que la empresa responsable de entregar la información en tiempo real aún no lo ha hecho (Sonda).
3. Correcciones a las mallas de recorridos.
4. Buses interurbanos con vías exclusivas (denominados super expresos).
5. Construcción de 2700 paraderos adicionales, sumándose sobre los 5000 en total.

Con el paso de los meses, los problemas comenzaron a disminuir, aunque se mantuvieron las grandes congestiones en el Metro y la falta de recorridos especialmente en los horarios nocturnos. Los contratos con las empresas de transporte fueron modificados y sus recorridos fueron flexibilizados. Se inauguraron las estaciones intermodales Gabriela Mistral y Vespucio Norte, y el número de buses nuevos aumentó, reemplazando a gran parte de los vehículos reacondicionados. En diciembre de 2007, Cortázar anunció la puesta en marcha de nuevos recorridos y fue confirmado en su cargo por la presidenta Bachelet, luego de haber prometido su renuncia si no lograba mejorar el sistema de transporte.
Un estudio realizado por la Pontificia Universidad Católica de Chile determinó que, diez meses después de puesto en marcha el plan, los tiempos de espera cayeron de manera importante, pasando de un 20 a un 7 % aquellos que esperaban más de diez minutos por un bus troncal. A pesar de ello, la imagen pública aún mantiene una baja evaluación del sistema, calificándolo con una nota 2,8 (con un máximo de 7) a un año de la puesta en marcha, pese a que diversos actores involucrados reconocen algunas mejorías.
Según el "World Resources Institue", en artículo publicado en la revista "The Economist", el esquema implantado en Santiago ha sido "la más ambiciosa reforma del sistema de transporte que haya sido intentada en un país en desarrollo". Otras ciudades de América Latina, como Curitiba, Brasil y Bogotá, Colombia lograron implantar con éxito sistemas similares, pero en todas esas ciudades la implementación se ejecutó por etapas y con cambios graduales, lo que permitió realizar ajustes y corregir errores rápidamente, y sin causar tanta disrupción en el servicio que reciben los usuarios. Una de las principales lecciones aprendidas con los procesos de planificación e implantación de Transantiago es el alto riesgo y las consecuencias negativas de implantar todo el esquema operativo de una sola vez, con un enfoque "Big Bang", como ha sido denominado por los especialistas chilenos e internacionales, debido a que se cambió la operación en toda el área metropolitana de Santiago sin una transición gradual entre el sistema antiguo y el nuevo.